# Rožići
 Rožići   (olaszul:  Rosici ) falu Horvátországban, Tengermellék-Hegyvidék megyében. Közigazgatásilag Kostrenához tartozik.

## Fekvése
Fiume központjától 5 km-re délkeletre a Tengermelléken, a Kostrena-félszigeten, a tengerparton fekszik.

## Története
Területe a 13. századtól a Frangepánok vinodoli hercegségéhez tartozott. A 16. és 17. században a Zrínyiek bakari uradalmának része volt, majd a család kihalása után előbb magyar, majd a 18. század végén osztrák kincstári birtok. 1778-ban a bakari municipium része lett. 1874-ben Kostrena többi területeivel együtt különvált Bakarból és önálló község része lett. Az önállóságot Kostrena azonban csak 1876-ig élvezte, mert a tersattói, majd a sušaki községhez csatolták.
1857-ben 41 lakosa volt. 1920-ig Modrus-Fiume vármegye Sušaki járásához tartozott. 2001-ben 24-en lakták.

## Lakosság
| Lakosság változása | Lakosság változása | Lakosság változása | Lakosság változása | Lakosság változása | Lakosság változása | Lakosság változása | Lakosság változása | Lakosság változása | Lakosság változása | Lakosság változása | Lakosság változása | Lakosság változása | Lakosság változása | Lakosság változása | Lakosság változása |
| ------------------ | ------------------ | ------------------ | ------------------ | ------------------ | ------------------ | ------------------ | ------------------ | ------------------ | ------------------ | ------------------ | ------------------ | ------------------ | ------------------ | ------------------ | ------------------ |
| 1857               | 1869               | 1880               | 1890               | 1900               | 1910               | 1921               | 1931               | 1948               | 1953               | 1961               | 1971               | 1981               | 1991               | 2001               | 2011               |
| 41                 | 0                  | 0                  | 0                  | 0                  | 0                  | 0                  | 21                 | 29                 | 31                 | 28                 | 15                 | 0                  | 0                  | 24                 | 0                  |